# Guanetidin
A  guanetidin (INN: guanethidine) centrális hatású vérnyomáscsökkentő. A VIII. Magyar Gyógyszerkönyvben Guanethidini monosulfas    néven hivatalos.  